# NGC 1364
NGC 1364 je galaksija u zviježđu Eridan.

## Vanjske poveznice
- SEDS: NGC 1364